# Zipernovszky Mária
Zipernovszky Mária Franciska (Budapest, 1900. augusztus 8. – Budapest, 1974. október 3.) hegedűművész, zenetanár. Ráth-Végh István második felesége, Zipernowsky Károly unokahúga, Zipernovszky Ferenc húga, Zipernovszky Fülöpke hegedűművész (Mály Elemérné, 1906–1974) nővére.

## Élete
Zipernovszky Fülöp Ferenc és Kladivlev Mária Magdolna lánya. 1917-ben a Honvédelmi Minisztérium magyar–német gyors- és gépírója volt. A Magyarországi Tanácsköztársaság alatt a Hadügyi Népbiztosságon dolgozott, ezért 1920-ban elbocsátották. Művészdiplomáját 1923-ban szerezte. 1924-től 1949-ig a Székesfővárosi Felsőbb Zeneiskolában, 1949 és 1954 között az Erkel Ferenc Zeneművészeti Szakiskolában, majd 1965-ös nyugdíjazásáig a Bartók Béla Zeneművészeti Szakiskolában tanított.
1927. július 23-án Budapesten, a IV. kerületben kötött házasságot Ráth-Végh Istvánnal, Ráth Károly és Végh Gizella fiával.
Zenepedagógiai művei ma is ismertek és keresettek. Ráth-Végh István születésének 100. évfordulójára jelentette meg életrajzát, Férjem története címmel.

## Művei
- Hogyan tanítsunk hegedülni kezdőket?; Rózsavölgyi, Bp., 1930
- Ráth-Véghné Zipernovszky Mária: Hegedű-ujjgyakorlatok. A balkéz újrendszerű gimnasztikája; Rózsavölgyi, Bp., 1935
- Az utolsó negyedszázad célkitűzései és eredményei a hegedűtanításban; Budapest Székesfőváros Házinyomdája, Bp., 1937
- Hubay Jenő zenetanítási módszere. A mai magyar hegedűoktatás alapelvei; szerk. Ráth-Véghné Zipernovszky Mária; Vajna-Bokor, Bp., 1942
- Dobó Sándor–Zipernovszky Mária: Magyar hegedűiskola; Rózsavölgyi, Bp., 1942
- Ráth-Végh Istvánné: Férjem története; Gondolat, Bp., 1970
- Halmy Ferenc–Zipernovszky Mária: Hubay Jenő; Zeneműkiadó, Bp., 1976